# Serie E141 a E144 de CP
La Serie E141 a E144, igualmente clasificada como Serie E140, fue un tipo de locomotora-tanque de tracción a vapor, que fue utilizada por la Compañía de los Ferrocarriles del Norte de Portugal, y, posteriormente, por la Compañía de los Caminhos de Ferro Portugueses.

## Historia
Fueron construidas por la casa Henschel & Sohn en 1931, habiendo llegado a Portugal en el mismo año, y entrando en servicio con la Compañía de los Ferrocarriles del Norte de Portugal; fueron las últimas locomotoras a vapor de vía estrecha adquiridas en Portugal, y las únicas encomendadas a esta Compañía para trabajar en sus líneas.

## Características
Fueron introducidas en la Línea de Porto a Póvoa y Famalicão, habiendo mejorado considerablemente los servicios, dado que permitían composiciones más rápidas y marchas más regulares y confortables. La locomotora n.º 144 fue preservada en el Museo Ferroviario de Lousado.

## Ficha técnica
- Número de unidades: 4 (141-144)[2]
- Tipo de ancho: Métrico[2]
- Tipo de locomotora: Tanque[2]
- Entrada en servicio: 1931[1][2]
- Fabricante: Henschel & Sohn[1][2]
- Timbre de la caldera: 12 kg/cm2[1]
- Esfuerzo de tracción: 6.480 kg[1]
- Tipo de distribución: Walschaerts/Cilíndrica[1]
- Aprovisionamientos:
  - Agua: 6.500 L[1]
  - Carbón: 1.800 kg[1]